# Rogy
Rogy é uma comuna francesa na região administrativa de Altos da França, no departamento de Somme. Estende-se por uma área de 6,77 km². Em 2010 a comuna tinha 129 habitantes (densidade: 19,1 hab./km²).